# Limbodessus
Limbodessus es un género de coleópteros adéfagos  perteneciente a la familia Dytiscidae. 

## Especies
- Limbodessus amabilis	(Clark 1862)
- Limbodessus atypicalis	Watts & Humphreys 2006
- Limbodessus barwidgeeensis	Watts & Humphreys 2006
- Limbodessus bialveus	(Watts & Humphreys 2003)
- Limbodessus bigbellensis	(Watts & Humphreys 2000)